# Landesregierung Haslauer III
Die Landesregierung Haslauer III bildet die  Salzburger Landesregierung in der 9. Gesetzgebungsperiode unter Landeshauptmann Wilfried Haslauer von der Wahl der Landesregierung am 16. Mai 1984 bis zur Wahl der Nachfolgeregierung Katschthaler I am 3. Mai 1989.
Mit der Landtagswahl 1984 hatten sich die Machtverhältnisse in der Landesregierung, die nach dem Proporzsystem besetzt wurde, grundlegend verschoben. Die Österreichische Volkspartei (ÖVP) hatte nach 1945 und 1974 zum dritten Mal die absolute Mehrheit in der Landesregierung erobert und stellt vier der sieben Regierungsmitglieder, darunter den Landeshauptmann, den Zweiten Landeshauptmann-Stellvertreter und zwei Landesräte. Die Sozialistische Partei Österreichs (SPÖ) stellte wie bisher drei Regierungsmitglieder, wobei ihr das Amt des Ersten Landeshauptmann-Stellvertreters und zwei Landesräte zufielen. Die Freiheitliche Partei Österreichs (FPÖ) war hingegen zum ersten Mal seit 1949 nicht in der Regierung vertreten.
Personell ging die neue Landesregierung gegenüber der Vorgängerregierung Haslauer II nur wenig verändert in die neue Amtsperiode. Lediglich Landesrat Sepp Wiesner (FPÖ) war durch die Machtverschiebung nach der Landtagswahl durch Arno Gasteiger (ÖVP) ersetzt worden. Während der Amtsperiode der Regierung Haslauer III kam es jedoch zweimal zu personellen Veränderungen. Nach dem Wechsel von Herbert Moritz in die Bundesregierung verzichtete dieser am 10. September 1984 auf sein Amt als Landeshauptmann-Stellvertreter, woraufhin der bisherige Landesrat Wolfgang Radlegger am 19. September 1984 zu seinem Nachfolger gewählt wurde. Als neuer Landesrat rückte am 19. September zudem Othmar Raus nach. Für den am 7. Jänner 1986 ausgeschiedenen Landesrat Friedrich Mayr-Melnhof (ÖVP) wurde am 8. Jänner 1986 Bertl Göttl angelobt.

## Regierungsmitglieder
| Amt                                                                      | Name                   | Partei | Ressorts |
| ------------------------------------------------------------------------ | ---------------------- | ------ | -------- |
| Landeshauptmann                                                          | Wilfried Haslauer      | ÖVP    |          |
| 1. Landeshauptmann-Stellvertreter ab 19. September 1984, zuvor Landesrat | Wolfgang Radlegger     | SPÖ    |          |
| 2. Landeshauptmann-Stellvertreter                                        | Hans Katschthaler      | ÖVP    |          |
| Landesrat                                                                | Arno Gasteiger         | ÖVP    |          |
| Landesrat ab 8. Jänner 1986                                              | Bertl Göttl            | ÖVP    |          |
| Landesrat                                                                | Sepp Oberkirchner      | SPÖ    |          |
| Landesrat                                                                | Othmar Raus            | SPÖ    |          |
| Vorzeitig ausgeschiedene Mitglieder der Landesregierung                  |                        |        |          |
| 1. Landeshauptmann-Stellvertreter bis 10. September 1984                 | Herbert Moritz         | SPÖ    |          |
| Landesrat bis 7. Jänner 1986                                             | Friedrich Mayr-Melnhof | ÖVP    |          |